# Hans Tirol

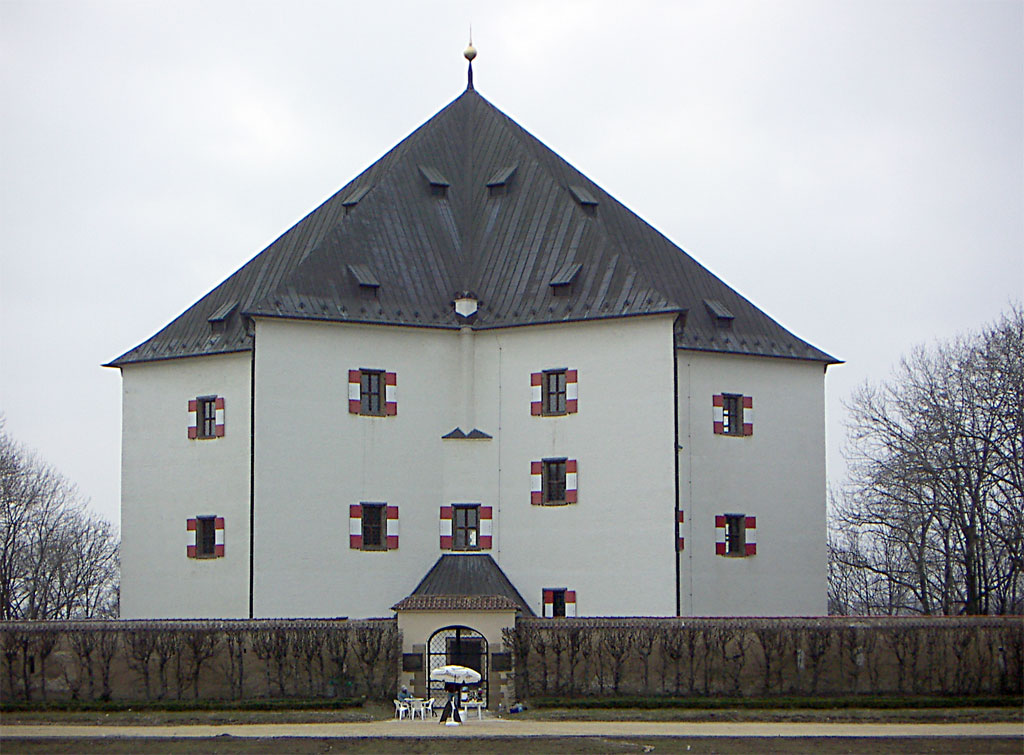
Jagdschloss Stern in Bílá hora

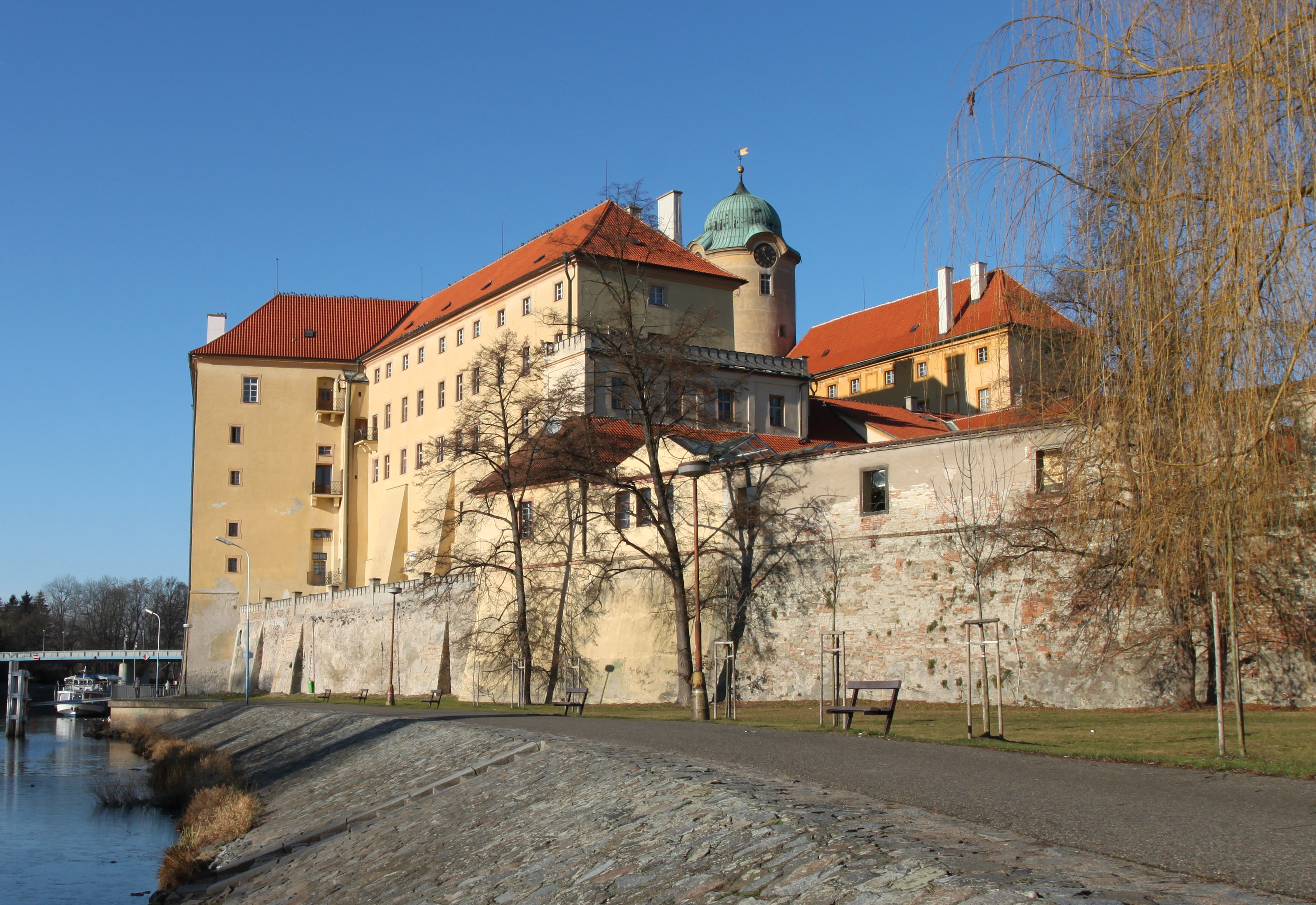
Schloss Poděbrady

Hans Tirol (* 1505/1506; † 1575/1576 in Augsburg) war ein deutscher Baumeister.
Erste Quellen über Hans Tirol aus dem Jahr 1531 finden sich in Augsburg, wo er im Haus des Malers Jörg Breu d. Ä. lebte, dessen Schwiegersohn er war (Heirat mit Breus Tochter Anna). Er war zuerst Maler und gemeinsam mit Jörg Breu d. J. entstand die Wandbemalung des Augsburger Weberhauses. Hans Tirol war auch Verleger der Römer Kaiserl. Maiestat Carolij der Fünfften Belehrung über das Haws Österreich mit Zeichnungen von Jörg Breu d. Ä 1535/36 und dessen Sohn. Sein Eton-Codex entstand 1541. 1541 Ab 1542 bis 1548 ist Hans Tirol als städtischer Stadtbaumeister von Augsburg nachgewiesen. Zwischen 1544 und 1548 war er für die Neuanlage der Augsburger Stadtbefestigung verantwortlich.
Der römisch-deutsche König und spätere Kaiser Ferdinand I. holte Tirol 1551 an seinen Prager Hof. Dort wirkte er unter anderem von 1552 bis 1556  am Ausbau des Obergeschosses des Prager Belvedere-Lustschlosses von Bonifaz Wohlmut mit. Er führte den Umbau der Schlösser Schwarzkosteletz und Schloss Poděbrady, Schloss Brandýs nad Labem, Křivoklát sowie am Bau des Renaissanceschlosses Stern in Bílá hora durch.
Tirol hat mit P. Ferrabosco und B. Wolmut zusammengearbeitet und aus Quellen sind Pläne für die Restaurierung des Veitsdom bekannt sowie einige Gutachten.
Schließlich wurde er 1559 zum obersten Baumeister der Krone Böhmens ernannt. Aus diesem Amt wurde er vier Jahre später entlassen und kurz darauf wegen Schulden verhaftet. 1570 kehrte Tirol nach Augsburg zurück und verbrachte seinen Lebensabend mit einem Gnadenbrot des Kaisers Maximilian II.